# مکسفیلد پریش
مکسفیلد پَریش (انگلیسی: Maxfield Parrish; ۲۵ ژوئیهٔ ۱۸۷۰ – ۳۰ مارس ۱۹۶۶) نقاش و تصویرگر اهل ایالات متحده آمریکا در سدهٔ بیستم میلادی بود که بیشتر به خاطر نقاشی‌هایش با فام‌های اشباع‌شده و تصویرپردازی‌های نوکلاسیک شهرت دارد.